# Eusebio Ayala (Paraguay)
Eusebio Ayala, anticamente conosciuta con il nome di Barrero Grande, è una città del Paraguay, situata nel dipartimento di Cordillera, a 75 km dalla capitale del paese, Asunción.

## Popolazione
Al censimento del 2002 la città contava una popolazione urbana di 7 773 abitanti (17 968 nel distretto).

## Storia
La città fu fondata nel 1770 con il nome di Barrero Grande. Il 16 agosto del 1869 nella frazione (compañia) di Acosta Ñu si svolse una sanguinosa e singolare battaglia: un esercito paraguaiano ormai dissanguato dalla Guerra della triplice alleanza e composto da 4 000 ragazzini dai 12 ai 15 anni fu attaccato e massacrato dall'esercito alleato, guidato dai brasiliani. Da quella battaglia il 16 agosto viene festeggiato in Paraguay come giorno dei bambini.
Il 18 aprile del 1940, con il decreto-legge n.902, la città cambiò il proprio nome in Eusebio Ayala in onore all'ex presidente liberale che vi era nato nel 1875.

## Economia
La città è considerata una delle due “capitali” della chipa, il più famoso prodotto della cucina paraguaiana. La sua produzione impegna un centinaio di stabilimenti e occupa circa 3 000 persone, facendone l'attività principale del luogo.